# Styela sigma
Styela sigma is een zakpijpensoort uit de familie van de Styelidae. De wetenschappelijke naam van de soort is voor het eerst geldig gepubliceerd in 1912 door Hartmeyer.